# С68
С68 (также С.68, С-68; с 1982 по 2001 — С245; заводской номер — 1992) — российский, а позже советский пассажирский паровоз типа 1-3-1 серии С. Единственный уцелевший представитель серии. Был спасён от утилизации благодаря действиям участников Московского клуба любителей железных дорог, которые хитростью сумели привлечь к паровозу внимание глав Министерства путей сообщения Советского Союза.

## История паровоза

### Эксплуатация
Паровоз был построен летом 1913 года на Невском заводе (Санкт-Петербург) и 23 сентября того же года передан на Северо-Западные железные дороги. Там ему было присвоено обозначение серии С (конструкции Сормовского завода) и номер 68, то есть полное обозначение С68 (на самом локомотиве серия и номер были отделены точкой — С.68), после чего паровоз стал обслуживать пассажирские поезда. Паровозы серии С за всё время эксплуатации показали себя с хорошей стороны: достаточно мощные, могли работать на низкокалорийных углях, имели хорошие динамические показатели. Поэтому не случайно, что впоследствии на основе их конструкции был создан паровоз серии Су, который станет самым массовым советским пассажирским паровозом.
В 1929 году, в связи со слиянием Северо-Западных железных дорог с Октябрьской, С68 перешёл в парк последней. В 1934 году он был переведён в локомотивное депо Ленинград-Варшавский и обслуживал направления от Варшавского вокзала. С 1940 года С68 стал числиться в парке новообразованной Ленинградской железной дороги, в состав которой вошла линия Ленинград — Гатчина-Варшавская — Луга — Псков, а в 1942 году перешёл обратно на Октябрьскую железную дорогу, причём с 1945 года — в депо Дно. В июне 1960 года паровоз исключили из инвентарного парка дороги и вместе с паровозом С255 продали организации п/я № 863. Со временем оба эти паровоза оказались в Москве на территории завода железобетонных изделий в районе Хорошёвского шоссе, который принадлежал одной из воинских частей, где стали использоваться в качестве временных котельных (парогенераторы). В начале 1970-х локомотив С255 (кроме тендера) был порезан на металлолом.

### Спасение паровоза
В начале 1970-х паровоз увидел один из любителей железных дорог, о чём вскоре стало известно всему Московскому клубу любителей железных дорог. Техническое состояние локомотива на тот момент было весьма неудовлетворительным, так как сильно проржавели обшивка котла и цилиндров, будка машиниста и площадка вокруг котла, отсутствовали:
- движущий механизм
- парораспределительный механизм
- арматура котла
- значительная часть рессорного подвешивания
- механизмы управления (кроме инжекторов)
- вспомогательные приборы (кроме паровоздушного насоса).

В то же время у паровоза сохранились полностью все колёсные пары, рама, бегунковая тележка, паровой котёл с дымовой трубой и сухопарником, буферный брус, стяжные приборы и оба тендера (второй от С255). Из-за работы паровоза в качестве парогенератора в его дымовую коробку был врезан вентилятор, на паровозе приварены несколько дополнительных площадок и кронштейнов, передняя ось была наглухо забетонирована в земле, а на тендерах установили большие ёмкости с мазутом.
Таким образом, паровозу требовалась фактически полная реконструкция, для проведения которой сил одних лишь любителей явно было недостаточно. Тогда было решено привлечь руководство транспорта, а для этого требовалась политическая подоплёка. В то время в Ленинграде на перроне Финляндского вокзала уже стоял паровоз H2-293, на котором Ленин бежал в Финляндию, а позже на нём же вернулся в Петроград. А в Москве у Павелецкого вокзала был сооружён целый павильон для паровоза У127, который привёз траурный поезд с телом Ленина в Москву. Серьёзным фактом, который объединял паровозы С с именем Ленина, стал переезд столицы России, в ходе которого в ночь с 10 на 11 марта 1918 года 4 паровоза данной серии последовательно провели литерный поезд № 4001 с правительством из Петрограда в Москву. С этим фактом энтузиасты отправились в Центральный музей В. И. Ленина (в их ведении и находился упомянутый траурный У127). Но там, узнав что это лишь аналогичный локомотив, в помощи отказали. Тогда свою помощь в спасении паровоза предложил Центральный дом культуры железнодорожников (ЦДКЖ), а позже и Всероссийское общество охраны памятников истории и культуры (ВООПИК). Были созданы различные комиссии по интересам, главной целью которых стало спасение паровоза С68.

В 1979 году воинская часть, к которой относился завод железобетонных конструкций, практически безвозмездно передала паровоз железнодорожным любителям. Теперь требовалось забрать паровоз и отремонтировать его. Для этого ВООПИК отправило в МПС обращение с просьбой и обоснованием о восстановлении паровоза С68. И хотя многие из руководителей министерства оказались равнодушны к данному обращению, нашлись и те, кто был заинтересован в спасении локомотива и помогли протолкнуть эту идею. Паровоз посетили несколько старых машинистов и специалистов-паровозников, которые дали заключение, что провести наружный ремонт паровоза с такими повреждениями в локомотивном депо вполне возможно, требовалось лишь найти предприятие, которое могло бы его провести. Тогда 31 марта 1981 года вышел приказ № Н-10266 за подписью заместителя министра путей сообщения Н. С. Конарева о доставке паровоза на Московский локомотиворемонтный завод и проведении там восстановительных работ.
Выход данного приказа привёл к публикации в газете «Гудок» ряда статей о необходимости восстановления локомотива, но многие руководители были против, так как это требовало больших усилий. В частности, требовалось построить 140-метровый железнодорожный участок, чтоб вывезти паровоз с территории воинской части. Представители локомотиворемонтного завода после оценки технического состояния С68 также воспротивились его ремонту, так как паровоз, по сути, приходилось строить едва ли не заново, что требовало оттока больших ресурсов, а ведь заводу было необходимо ремонтировать и другие локомотивы. К тому же в конце 1981 года на территории, где располагался паровоз, началась стройка, что фактически исключило подвод к локомотиву железнодорожного пути для вывоза. Тогда в начале 1982 года ВООПИК и ЦДКЖ направили в МПС официальные запросы «О невыполнении приказа № 10266», а в «Гудке» вышло несколько жёстких публикаций. Также некоторые заинтересованные служащие МПС убедили энтузиастов сменить обозначение паровоза с С68 на С245 (он непосредственно и привёл поезд № 4001 в Москву), а представителям министерства говорить, что этот «тот самый». Вкупе с рядом статей в «Гудке» и запросами в МПС это позволило возобновить вопросы о восстановлении паровоза, которые теперь уже имели и серьёзную политическую подоплёку. В результате 6 июля 1982 года вышел приказ № Н-21524, согласно которому ремонт паровоза С245 должен был проходить в локомотивном депо Ховрино под наблюдением руководства Октябрьской железной дороги. Сами номера на паровозе были изменены через два дня после выхода приказа.

### Восстановление

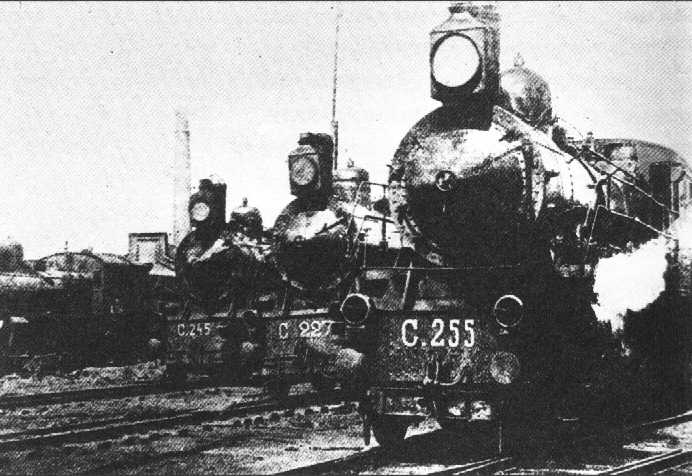
«Чугунная тройка» (конец 1920-х). Оригинальный С245 крайний слева

В августе 1982 года был разработан проект по перевозке и реставрации паровоза. 1 сентября при участии треста Мосстроймеханизация, Мосавтодортранс, а также восстановительных поездов Московской и Октябрьской железных дорог паровоз был вывезен с территории стройки. Для этого локомотив с тендером разобрали на отдельные части, которые затем автокраном погрузили на трейлеры, далее доставили к подъездной ветке Окружной железной дороги и уже железнодорожным краном погрузили на платформы. Через несколько дней разобранный паровоз прибыл в депо Ховрино и выгружен на запасных путях.
В Ховрино восстановление паровоза С245 проводилось с достаточно большим энтузиазмом. Так, уже с самого начала был сформирован своеобразный штаб, которым руководил главный инженер депо — И. С. Курохтин. Под руководством бывшего мастера В. М. Заровного была сформирована бригада из ремонтников-паровозников, причём многие из них уже были на пенсии. За организационную сторону процесса отвечал В. К. Бузыканов. От ЦТ МПС курировал В. Ф. Седелев. Благодаря помощи инженера Н. А. Волкова, к ремонту паровоза удалось привлечь ВНИИЖТ, при участии которого по альбому Сормовского завода 1912 года были разработаны чертежи ряда утраченных узлов, а также восстановлены отдельные исторические приборы, включая локомотивный скоростемер Гаузгельтера. Так как силами одного депо изготовить ряд крупных приборов было невозможно, то были сделаны заказы заводам Главного управления по ремонту подвижного состава и производству запасных частей МПС (ЦТВР). Заказы были распределены следующим образом:
- Львовский локомотивовагоноремонтный завод — движущий и парораспределительный механизмы;
- Люблинский литейно-механический завод — кулисные кронштейны, крейцкопфы и колосники
- Московский локомотиворемонтный завод — элементы рессорного подвешивания.

Некоторые мелкие заказы были распределены между отдельными депо. Сам паровоз с помощью пескоструйной машины очистили от грязи (ржавчина, мазут), лишь после чего закатили в здание депо для восстановления. В процессе реставрации старались довести конструкцию и окраску паровоза до уровня, как будто он был только построен. Также требовалось выдержать историческое соответствие дореволюционной эпохе, то есть отсутствие электрооборудования и никакой сварки, а все соединения только с помощью заклёпок и болтов. На восстановление паровоза Октябрьская железная дорога выделила значительную по тем временам сумму — 100 тысяч рублей.
Однако с учётом реалий пришлось пойти на многие упрощения. Так, котёл был сильно изношен и не допускал поднятия давления выше 5 кгс/см², то есть для работы уже не годился. Поэтому внутрикотловое оборудование восстанавливать не стали. Но экипажная часть была отреставрирована до рабочего состояния. Также пришлось делать заново многие изношенные элементы: обшивка котла, топка, будка и так далее. Из-за отсутствия в депо клепального оборудования пришлось всё же прибегнуть к сварке, но её следы устранялись, а ряды заклёпок имитировали с помощью специально обточенных болтов. Некоторую помощь в восстановлении приняли любители железных дорог, которые доставили техническую документацию паровоза, а также ряд фотографий паровозов серии С. Со стороны правительства восстановление курировал Сокольнический райком, на чьей территории находился Ленинградский вокзал. С осени 1982 года к процессу подключился и Центральный музей В. И. Ленина, в ведении которого находился паровоз У127, то есть уже имел опыт содержания локомотивов. Активно вмешивался и Московский горком, который требовал завершения работ до 1 мая 1983 года, позже срок отодвинули до 7 августа (день железнодорожника). В связи с этим в депо были командированы слесарные бригады из Великих Лук, Мурманска и Осташкова. В конце февраля были собраны основные компоненты паровоза, также началась сборка будки и арматуры управления. В апреле началась сборка движущего механизма, был прицеплен тендер. В начале лета началась шпаклёвка и покраска паровоза. Наконец, 7 августа 1983 года паровоз С245 был выкачен из депо на показ широкой публике. Его восстановление заняло меньше года, а всего было потрачено 35 тысяч рублей. В честь локомотива в депо состоялся торжественный митинг, на котором многие реставраторы получили награды. Вечером того же дня паровоз был закачен обратно в депо.

### Проектирование павильона

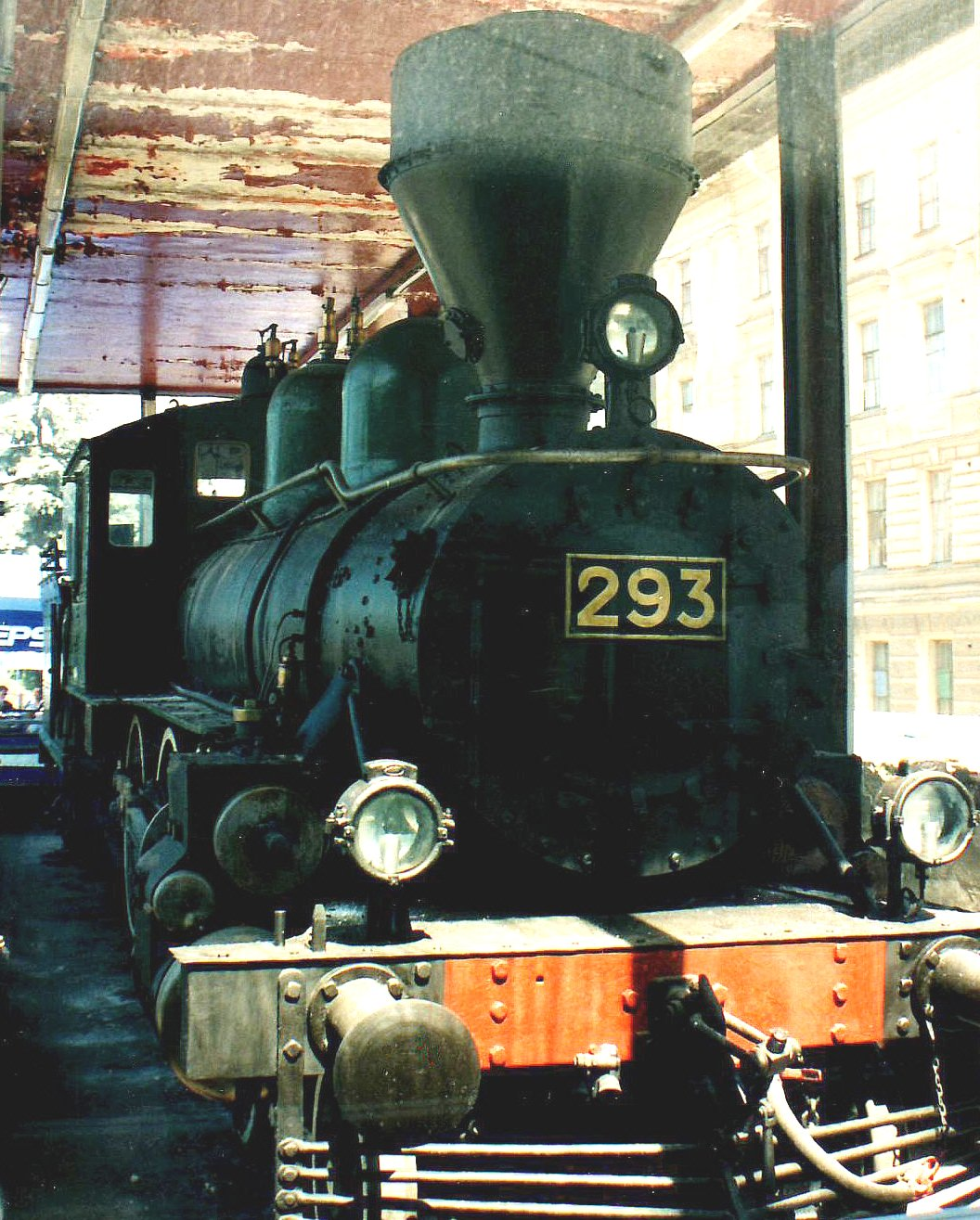
Паровоз H2-293, установленный в стеклянном колпаке на Финляндском вокзале

Изначально планировалось установить на Ленинградском вокзале лишь паровоз. Однако подключившийся в 1982 году ещё в процессе восстановления Центральный музей В. И. Ленина предложил добавить к С245 исторический пассажирский вагон, тем самым воссоздав, хотя бы приближённо, тот исторический поезд. Помимо этого, это позволяло сохранить раритетный уже на то время вагон, так что такая идея была поддержана рядом энтузиастов. Что же до типа укрытия, то представители Московского отделения Октябрьской железной дороги предложили поначалу установить стеклянный колпак, схожий с тем, в котором был установлен H2-293 в Ленинграде. Но против такого был ВООПИК, представлявший интересы любителей. Он настаивал на том, что у публики должен был быть доступ внутрь к локомотиву. Музей Ленина также был против колпака, указывая, в частности, на отрицательный опыт сохранения в аналогичном помещении яхты «Гранма» на Кубе. ВООПИК вообще предлагал поставить паровоз прямо в центре распределительного (главного) зала Ленинградского вокзала, указав, что при площади зала 1560 м² паровоз занял бы около 80 м². Данную идею поддерживал и Музей Ленина, согласившийся при необходимости даже убрать, либо передвинуть бюст В. И. Ленина. Но против встало руководство самого Ленинградского вокзала, которое опасалось, что постановка паровоза приведёт к повреждению отдельных элементов здания (паровоз не чемодан — через дверь не пронесёшь). В итоге, после долгих споров, в 1984 году московское руководство приняло постановление о создании павильона «Мемориальный поезд советского правительства», который должен был располагаться у Ленинградского вокзала возле путей отправления пригородных поездов, то есть со стороны Ярославского вокзала. 17 июня 1985 года вышло постановление № 1172-р за подписью заместителя председателя Моссовета В. В. Селиванова, согласно которому Министерство путей сообщения должно было собственными силами возвести в указанном месте павильон. Планируемый срок сдачи — март 1988 года, то есть к 70-летию переезда столицы. На постройку павильона было выделено 3 с половиной миллиона советских рублей.

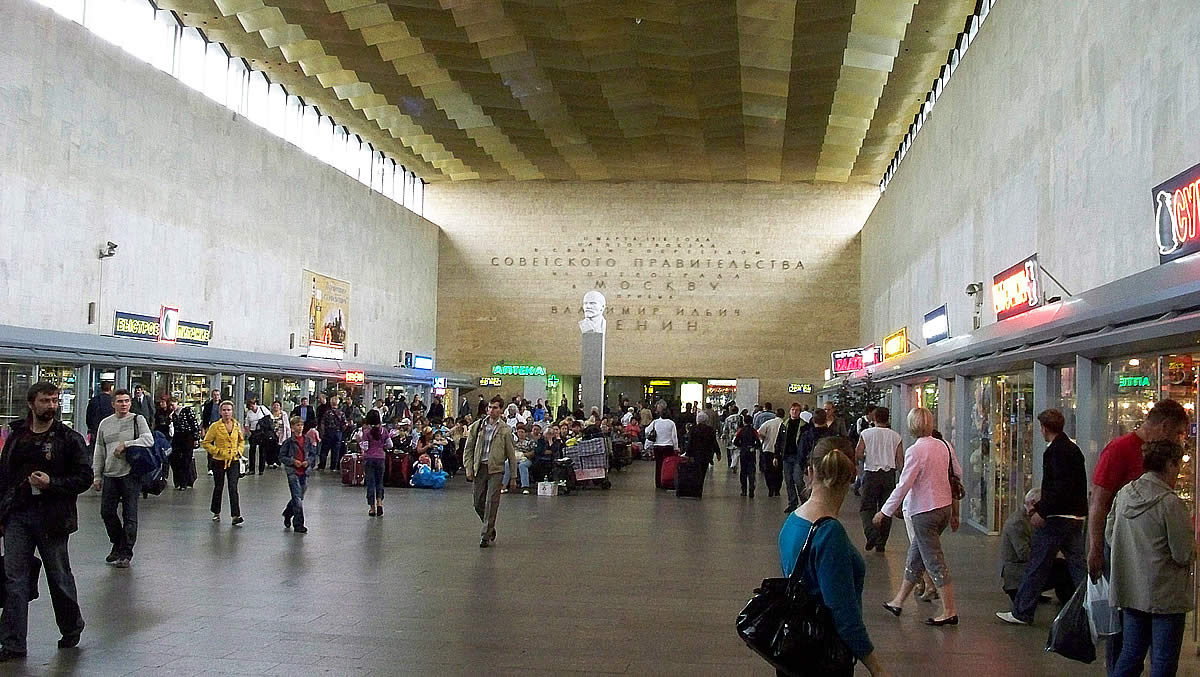
Главный зал Ленинградского вокзала

Разработка сооружения велась в институте Гипропрос, руководителем мастерской был А. Ю. Сапоцко, а главным руководителем — В. Н. Рудаков. Согласно заданию, здание, помимо экспозиционного зала, должно было включать и нескольких технических и вспомогательных помещений, причём все они должны быть расположены на нескольких уровнях. Всего было разработано 3—4 варианта павильона. Так, согласно одному из них, здание было выдержано в политизированном стиле и включало несколько крупных скульптур и знамëн, выполненных из мрамора. Другой проект предлагал павильон в старинном железнодорожном стиле. Но в итоге был выбран вариант скромного, но при этом достаточно удобного павильона, согласно которому, центральное место отводилось именно паровозу с пассажирским вагоном, при этом, в вагоне-салоне должна была располагаться историческая экспозиция. В августе 1986 года Мосгорисполкомом было принято постановление № 990 о строительстве мемориального павильона, в связи с чем, Гипропрос начал разработку рабочих чертежей. Однако эта работа затянулась, причём во многом из-за утомительных согласований с рядом служб городского хозяйства.
Ещё одна проблема в строительстве павильона возникла с выбором генподрядчика. Первоначально городом был назначен трест Главмосстрой, но тот, осознав объём работ (предстояли сложные инженерные работы в стеснённых городских условиях) начал отказываться. Переписки и уговоры между Московским отделением и трестом заняли в итоге год, пока наконец в феврале 1987 года последний не ответил окончательным отказом. Тем временем, уже вовсю шла перестройка, что привело к ухудшению экономики страны в целом. Но несмотря на это, в январе 1988 года исполком Моссовета по указанию Совета министров СССР включил строительство музейного павильона у Ленинградского вокзала в план 1989 года. В феврале 1988 года Гипропрос завершил проект здания, который обошёлся в 50 тысяч рублей (для сравнения, на восстановление паровоза ушло 35 тысяч рублей), но 8 августа 1989 года, то есть спустя ровно 6 лет после завершения восстановления паровоза, Совет министров СССР издал постановление № 625 об отменённых стройках Москвы. В этот список попал и павильон у Ленинградского вокзала.

### Музейный экспонат

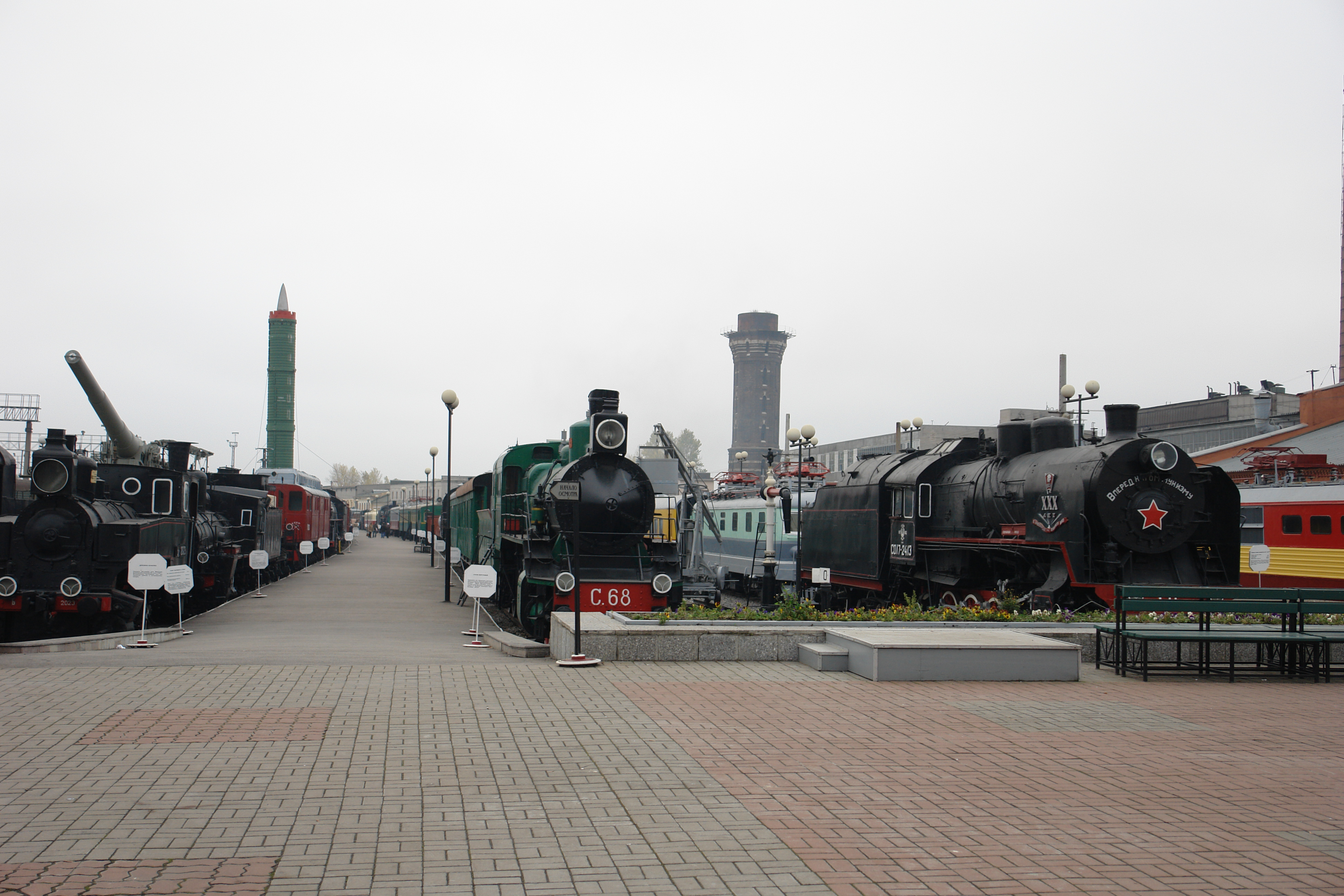
Общий вид музейной экспозиции на Варшавском вокзале (2007 год).
Паровоз С68 во главе центральной колонны

Вскоре после завершения восстановления паровоз начал тяготить депо, ведь он занимал в здании целую канаву. Первые попытки вытолкнуть паровоз на улицу были предприняты уже в 1983 году, но любители быстро пожаловались в музей В. И. Ленина, и попытка была пресечена. Также вокруг паровоза была установлена проволочная ограда. Однако изданное 8 августа 1989 года постановление об отмене строительства павильона у Ленинградского вокзала привело к тому, что паровоз С245 оказался «подвешен в воздухе». Охрану паровоза взяло на себя образованное летом 1990 года Всесоюзное общество любителей железных дорог (ВОЛЖД). Однако в том же году по решению руководства депо Ховрино, несмотря на протесты любителей, паровоз был выставлен из здания во двор. Для защиты от вандалов металлическими листами заварили двери и окна, но из-за спешки работ сварка повредила отдельные элементы конструкции.

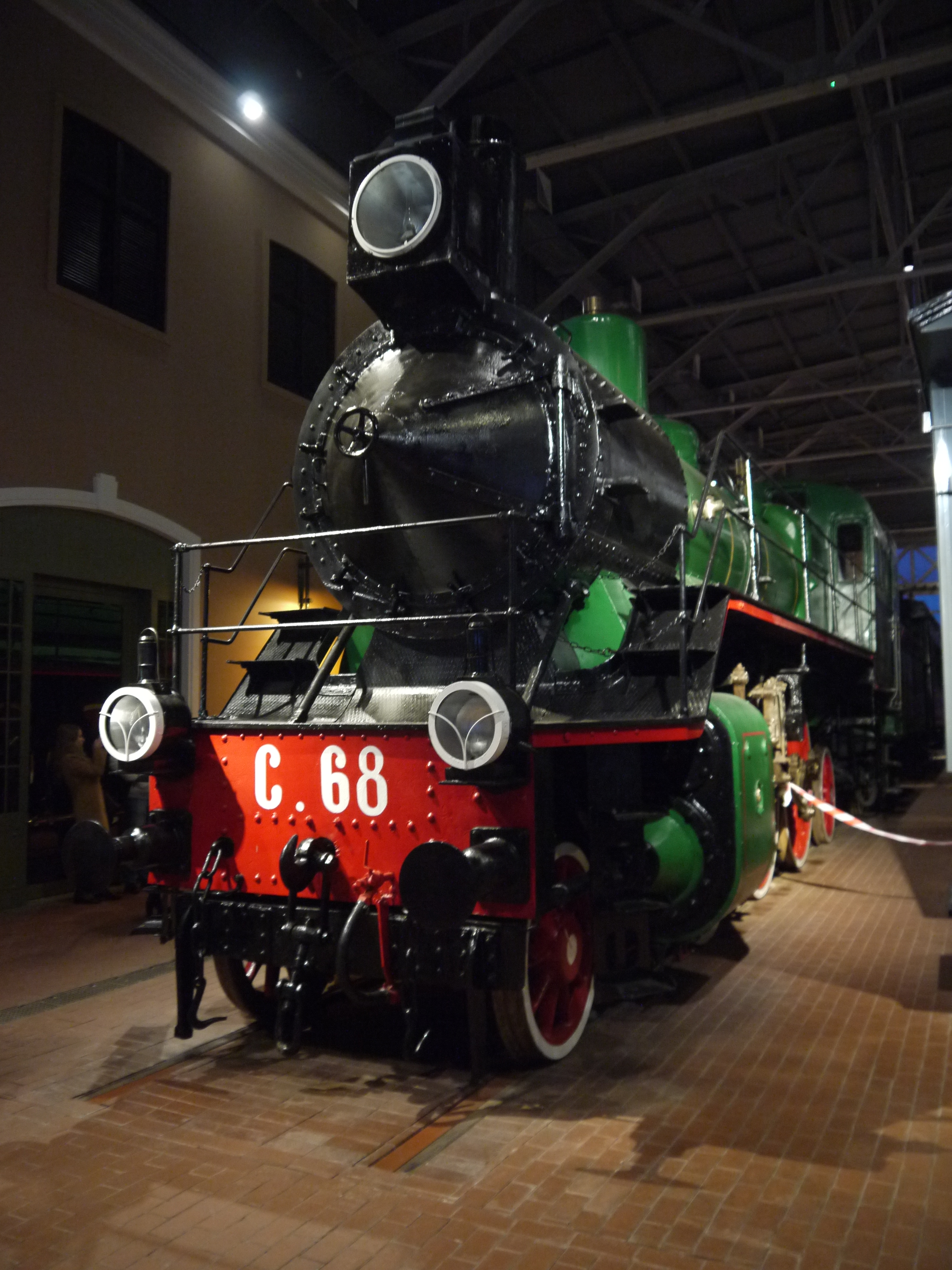
С68 в музее железных дорог России

После рассмотрения нескольких вариантов, в апреле 1991 года ВОЛЖД обратилось к ВНИИЖТу с просьбой принять на сохранение последнего уцелевшего представителя серии С. В то время при ВНИИЖТе уже существовала коммерческая организация «Интертрэк», целью которой был сбор исторического подвижного состава для ретро-поездов и музея. В то же время от Октябрьской железной дороги, за чей счёт восстанавливался паровоз, поступило предложение на принятие С245 для паровозного музея у станции Шушары. Однако тогда по требованиям московских любителей железных дорог, которые боялись, что длительная перевозка основательно повредит паровоз, да и нахождение под открытым небом для него губительней, чем в павильоне, это предложение отвергли. В результате 14 ноября 1991 года паровоз был поставлен в одном из павильонов в Щербинке, где любители приступили к его косметическому ремонту. 1 августа 1992 года в День железнодорожника обновлённый С245 возглавил колонну паровозов. Однако музей в Щербинке так и не состоялся, поэтому в 1997 году паровоз был переведён в музей Октябрьской железной дороги у станции Шушары. В связи с открытием новой музейной площадки у Варшавского вокзала паровоз подвергли очередному ремонту, в ходе которого ему вернули исторический номер — С68. Летом 2001 года С68 вернулся на свою родину (Санкт-Петербург) и занял место во главе одной из колонн локомотивов, встав напротив Варшавского вокзала, от которого когда-то водил поезда.
С 2017 года паровоз экспонируется в блоке "Р" музея железных дорог России, возле Балтийского вокзала в Санкт-Петербурге.

## Культурные аспекты
Начало восстановления паровоза привело к популяризации паровозов серии С. Только с 1982 по 1992 годы было опубликовано более трёх десятков статей, посвящённых им, правда, в основном статьи были о переезде советского правительства. Для сравнения, за всё время до этого, не считая литературы об истории паровозостроения, в журналах вышла лишь одна статья, посвящённая эСкам — в 1974 году в журнале «Техника — молодёжи». Сам паровоз № 245 также стал довольно популярным. Его изображение появлялось на открытках, значках, спичечных коробках. А в 1996 году он снялся в бельгийском документальном фильме, посвящённом Андрею Платонову. Также в вышедшей в 1997 году книге А. С. Никольского «Паровозы серии С» локомотиву С245 посвящена целая глава, а на суперобложке книги В. А. Ракова «Локомотивы отечественных железных дорог. 1845—1955», изданной в 1995 году, изображён паровоз со схожим номером (С254). В настоящее время испанская фирма OcCre выпускает стендовую модель-копию паровоза С68 в масштабе 1:32 (I)[значимость факта?]. Также паровоз серии Су выпущен издательством УмБум в масштабе 1:87 из перфорированного картона.[значимость факта?]